# Apple Macintosh PPC
Apple Macintosh PPC var en serie computerprocessorer som Apple har brugt efter de oprindelige processorer fra Motorola.
PPC var baseret på IBM processorer. De blev betegnet G1 – G2 osv. – den sidste i rækken var G5 -en 64 bit processor, som dengang var meget kraftig.
Efter PPC-modellerne – indførte Apple Intelprocessorer – som andre PC'er bruger til Windows-platformen.
I dag kan Apple køre både Unix og Mac OS X, samt windows styresystemerne XP og Vista på samme computer.
| Hardware | Spire Denne artikel om computere og anden hardware er en spire som bør udbygges. Du er velkommen til at hjælpe Wikipedia ved at udvide den. |